# 盧摯
盧摯（約1241年—約1315年），字處道，一字莘老，號疏齋，又號嵩翁，涿郡（今河北省涿縣）人。元散曲作家及詩人。
至元五年（1268年）進士，累遷河南路總管。大德初年，授集賢學士，再出任湖南岭北道肃政廉访使。晚年寓居宣城。盧摯以詩名聞世，但其詩集已經散佚，不過留有一百二十多首散曲，是元朝個人散曲作品留存較多者。其散曲與姚燧齊名，時稱“姚、盧”，與馬致遠、珠簾秀等相唱和。著有《疏斋集》。

## 作品
- 散曲
  - 〈雙調‧沉醉東風〉「秋景」
  - 〈雙調‧落梅風（或作壽陽曲）〉「別珠簾秀」
- 專集
  - 《疏齋小令》